# Paul Kellner
Paul Kellner (n. 6 iunie 1890, Berlin-Spandau⁠(d), Regatul Prusiei, Imperiul German – d. 3 aprilie 1972, Berlin, RDG) a fost un înotător ce a reprezentat Germania, medaliat olimpic. A participat la o ediție a Jocurilor Olimpice (1912) în care a câștigat o medalie de bronz.

## Participări
Lista de mai jos prezintă principalele competiții la care a participat Paul Kellner de-a lungul carierei.
- swimming at the 1912 Summer Olympics – men's 100 metre backstroke[*]